# تپه میولی
تپه میولی مربوط به دوران‌های تاریخی پس از اسلام است و در شهرستان مریوان، بخش مرکزی، دهستان کوماسی، روستای هنگه ژاله واقع شده و این اثر در تاریخ ۷ اسفند ۱۳۸۶ با شمارهٔ ثبت ۲۱۵۰۸ به‌عنوان یکی از آثار ملی ایران به ثبت رسیده است.